# 石原信一
石原 信一（いしはら しんいち、1948年 - ）は、日本の作家・作詞家。

## 人物
福島県会津若松市出身。会津高校卒業。青山学院大学卒業。サトウハチローに師事し、作詞家の道を歩む。1977年、太川陽介に提供した『Lui-Lui』が同年の第19回日本レコード大賞新人賞を受賞。1983年、森昌子の『越冬つばめ』で日本作詩大賞優秀作品賞を受賞した。また変わったところでは『ファイターズ讃歌』の作詞を手がけている。
1999年、会津若松市イメージソング「AIZUその名の情熱」を作詞・プロデュース（作曲：南こうせつ）。
2020年、日本作詩家協会の第9代会長に就任。

## 主な作詞楽曲

### あ行
- アグネス・チャン
  - 「午後の通り雨」
- 石川さゆり
  - 「惚れたが悪いか」
- 市川由紀乃
  - 「海峡岬」
  - 「命咲かせて」
  - 「心かさねて」
  - 「雪恋華」
- 岩出和也
  - 「北フェリー」
- 内山田洋とクール・ファイブ
  - 「二人の御堂筋」
- 梅谷心愛
  - 「磐越西線ひとり」

### か行
- 角川博
  - 「おんなの灯り」
- 門松みゆき
  - 「みちのく望郷歌」
  - 「濡れてめぐり雨」
  - 「浜木綿しぐれ」
  - 「ふるさと横丁に灯がともる」
  - 「花の命」
- 金田たつえ
  - 「門出歌」
- 川崎麻世
  - 「ラブ・ショック」
  - 「青いシンボル」
  - 「オーロラ」
  - 「ドラマチック」

### さ行
- ささきいさお
  - 「ファイターズ讃歌」
- ジャガー横田
  - 「愛のジャガー」
- 神野美伽
  - 「命の恋」
- 杉田かおる
  - 「しあわせ色をあなたに」
- 瀬口侑希
  - 「海峡」
  - 「ガラスの雪」
  - 「雪舞い岬」

### た行
- 太川陽介
  - 「南風」
  - 「Lui-Lui」
- 谷ちえ子
  - 「花の女子高数え歌」
  - 「私はシンデレラ」
- TARAKO
  - 「不思議 うふふ」 - TVアニメ「ふしぎなコアラブリンキー」OPテーマ
- チェリッシュ
  - 「決心」
- 近田春夫&ハルヲフォン
  - 「FUNKYダッコNo.1」

### な行
- 中村橋之助 with 長山洋子
  - 「ムーンライトジェラシー」
- 西田あい
  - 「ゆれて遠花火」
  - 「愛はまにあいますか」

### は行
- パク・ジュニョン
  - 「河口湖」
  - 「羽田発」
  - 「涙の流星」
- 橋幸夫
  - 「急ぎ旅」
  - 「ちぎれ雲」アルバム『股旅グラフィティ』所収
- 花咲ゆき美
  - 「恋樹氷／去りゆく人に捧げる愛は」
  - 「雪窓／あなたがいるから」
- 林寛子
  - 「マリオネット」
- 氷川きよし
  - 「しぐれの港」
- ビューティ・ペア
  - 「かけめぐる青春」
  - 「真っ赤な青春」
  - 「青春にバラはいらない」
- 古川登志夫
  - 「シャバダバだけど」 - TVアニメ「ふしぎなコアラブリンキー」EDテーマ
- 堀内孝雄
  - 「聖橋の夕陽」

### ま行
- 真木ことみ
  - 「極楽とんぼ」
- 松尾雄史
  - 「青二才」
- 松原健之
  - 「ふるさとの空遠く」
  - 「花咲線 〜いま君に会いたい〜」
  - 「最北シネマ」
- 美川憲一
  - 「たまらなく淋しくて」
- 三山ひろし
  - 「男の流儀」
- 森昌子
  - 「越冬つばめ」（作曲：篠原義彦）
- モーニング娘。'14
  - 「見返り美人」（作曲:弦哲也）

### や行以降
- 八代亜紀
  - 「デスティニーラブ～運命の人～」
- 山本あき
  - 「涙の河を越えて」
- 山本譲二
  - 「奥州路」
- 山口百恵
  - 「甘い裏切り」
  - 「いま目覚めた子供のように」
  - 「ひとにぎりの砂」
- 吉田拓郎
  - 「青空」
  - 「ありふれた街に雪が降る」
  - 「裏窓」
  - 「オーボーイ」
  - 「この国JAPAN」
  - 「シリアスな夜」
  - 「センチメンタルを越えて」
  - 「To the Moon」
  - 「遥かなる」
  - 「ベイ・サイド・バ－」
  - 「僕を呼び出したのは」
  - 「夕陽と少年」
  - 「夕映え」
  - 「夢見る時を過ぎ」
- ママとあそぼう!ピンポンパン関連楽曲
  - 「いなずまロック」（作曲：すぎやまこういち）
  - 「火の玉ロック」（作曲：すぎやまこういち）

## 著書
- 『ザ・スター 沢田研二』（スポーツニッポン新聞社出版局、1977年4月）
- 『桑名正博・赤き獅子の伝説』（ワニブックス、1979年12月、桑名正博との共著）
- 『人間 高倉健 - ある夏から冬の記録』（レオ企画、1980年1月）
- 『吉田拓郎挽歌を撃て』八曜社、1980年。
- 『不知火八代亜紀』（スポニチ出版、1980年11月）
- 『燃えろロックンローラー - ビッグ・スター実名ドキュメント』（集英社文庫、1981年3月）ISBN 9784086104104
- 『ザ・チャンピオン - ギブ・ミィ・ミツヒラ』（講談社、1982年6月）
- 『俺たちが愛した拓郎』八曜社、1985年。ISBN 978-4-8270-0082-5。
- 『けれど空は青 - 飛鳥涼論』（八曜社、1992年2月）ISBN 9784827001099
  - 『飛鳥涼論 - けれど空は青』（角川文庫、1993年4月）ISBN 9784041868010
- 『おけいさん - 菅原洋一からTMNまで…女性音楽プロデューサーの人間記』（八曜社、1992年7月）ISBN 9784827001266
- 『あの日フォークが流れていた - ぼくらの時代に輝いていた25曲』（シンコーミュージック、1996年4月）ISBN 9784401615421
- 『今語る あの時 あの歌 : 南こうせつ - 旅の7章』（アートデイズ、2006年7月、取材・文）ISBN 9784861190636
- 『恋する会津』（歴史春秋出版、2010年11月）ISBN 9784897577562

## その他
- 僕は天使ぢゃないよ（舞台） - 黒川役
- ローズ伝説（漫画） - 原作